# Срђан Брковић
Срђан Брковић (Сарајево, 13. мај 1972) српски је мајстор борилачких вештина.

## Биографија
Брковић је завршио основне и постдипломске студије на Факултету спорта и физичког васпитања у Београду. Докторирао је на Факултету за менаџмент у спорту 2012. године. Објавио је преко тринаест стручних и научних радова и једну књигу. Борилачким вештинама се бави преко тридесет година, (почетна инспирација био му је Ли Јун-фан, Брус Ли). Носилац је мајсторског звања 7. Дан у Kickboxing-у додељеног од стране председника светске федерације др Доменика Балетинија у Лидо Дегли Естенсе (Италија). Такође је носилац Сребрне рукавице првог степена експерта за Савате, положене код француског инструктора Жила Ледигуа и мајсторског ранга 3. Duan (степен) у Вушу-у положен код кинеског инструктора Чианг-а Жуанга-а. Представник је Србије у најјачим светским кик-бокс федерацијама IAKSA, ISKA.
Учествовао је на бројним семинарима и камповима као инструктор у Италији. Усавршавао се код најеминентнијих светских инструктора у Италији и Француској. Као спортиста и тренер био је у државној репрезентацији на бројним интернационалним такмичењима и другим борилачко-спортским манифестацијама.
Учесник је три светска првенства, једног светског и интернационалног купа као такмичар, где је освојио неколико медаља. Као тренер водећи репрезентацију Србије учествовао је на четири светска првенства и једном светском купу и интернационалном првенству.
Запослен је у компанији G4S као контролор и предавач на предмету Самоодбрана - Примена физичке снаге службеника обезбеђења у Тренинг центру компаније G4S. Такође ради на пословима службеника обезбеђења, Security. Обучио је око 2000 службеника обезбеђења у Београду и Србији. Проглашен је за најбољег запосленог у физичком обезбеђењу за 2016. годину у Компанији G4S. Ожењен је, има троје деце и живи у Београду.

## Дела
- Карактеристике поентирајућих техника на такмичењу врхунских кик боксера, Магистарска теза, Факултет спорта и физичког васпитања, Београд, 2003.
- Основе савате технике, Самостално издање аутора, Београд, 2007.
- Анализа појаве и историјског развоја вушуа у Србији, Докторска дисертација, Факултет за менаџмент у спорту, Београд, 2012.
- Приручник Самоодбране службеника обезбеђења, Security Company G4S, Београд, 2017.